# Pyrenacantha vogeliana
Pyrenacantha vogeliana är en tvåhjärtbladig växtart som beskrevs av Henri Ernest Baillon. Pyrenacantha vogeliana ingår i släktet Pyrenacantha och familjen Icacinaceae. Inga underarter finns listade i Catalogue of Life.